# Takson monotypowy
Takson monotypowy, monotyp – w klasyfikacji biologicznej takson obejmujący tylko jeden przyporządkowany takson niższy, np. rodzina do której należy tylko jeden rodzaj lub rodzaj, do którego należy jeden gatunek. Taksony monotypowe są niechętnie wyodrębniane przez taksonomów, ponieważ ich tworzenie nie poprawia przejrzystości systemu klasyfikacyjnego na kolejnych szczeblach klasyfikacji. Wyodrębniane są, gdy istnieje wyraźna przerwa (odrębność) między taksonem monotypowym i taksonem siostrzanym.
Udział taksonów monotypowych w klasyfikacji różnych grup systematycznych jest znaczny, mimo stosowania kryteriów utrudniających ich wydzielanie. Wśród rodzajów roślin okrytonasiennych, aż 38% to taksony monotypowe.  

## Przykłady
W klasyfikacji roślin np. monotypowy rząd tatarakowce (Acorales) zawiera tylko jedną rodzinę tatarakowate (Acoraceae). Ona także jest taksonem monotypowym, ponieważ zawiera jeden rodzaj – tatarak (Acorus). 